# James Pierpont (Mathematiker)
James P. Pierpont (* 16. Juni 1866 in Connecticut; † 9. Dezember 1938 in San Mateo, Kalifornien) war ein US-amerikanischer Mathematiker.

## Leben und Werk
Pierpont stammte aus einer alten New-England-Familie, einer seiner Vorfahren (der Pfarrer James Pierpont (1659–1714)) war Mitgründer der Yale University (damals und noch zu Lebzeiten von James Pierpont Yale College). Er war der Sohn des wohlhabenden Geschäftsmanns Cornelius Pierpont in New Haven und studierte am Worcester Polytechnic Institute, wo er vom Maschinenbau zur Mathematik wechselte. Ab 1886 setzte er sein Studium an der Humboldt-Universität Berlin (wo er insbesondere von Leopold Kronecker beeinflusst wurde) und an der Universität Wien fort, wo er 1894 bei Leopold Gegenbauer promovierte (Zur Geschichte der Gleichung fünften Grades bis zum Jahre 1858, Monatshefte für Mathematik 1895). Dort befreundete er sich auch mit Wilhelm Wirtinger und Gustav von Escherich. Danach war er Lecturer an der Yale University, wo er 1895 Instructor, 1896 Assistant Professor und 1898 Professor wurde. 1933 ging er in den Ruhestand. Er war unter anderem Gastprofessor an der Harvard University (1899/1900) und an der University of California, Berkeley (1929).
Pierpont war einer der Pioniere, die in den USA Mathematik nach modernen, an kontinentaleuropäischen Universitäten gelernten Methoden lehrten. Er beschäftigte sich mit Algebra (Galoistheorie) und später mit reeller und komplexer Funktionentheorie. Er führte in seinem Buch über reelle Analysis ein dem Lebesgue-Integral verwandtes Konzept ein, das aber von Maurice René Fréchet kritisiert wurde. Pierpont selbst benutzte in seinen Vorlesungen den Begriff Lebesgue-Integral. Später beschäftigte er sich mit nichteuklidischer Geometrie.
1896 gab er in Buffalo mit Maxime Bôcher die ersten Colloquium Lectures der American Mathematical Society (seine Vorlesungen waren einige der wenigen Colloquium Lectures, die nicht gedruckt erschienen). 1925 war er Gibbs Lecturer der American Mathematical Society. 1924 hielt er einen Plenarvortrag auf dem Internationalen Mathematikerkongress (ICM)  in Toronto (Non-euclidean geometry from non-projective standpoint). 1909 wurde er Ehrendoktor der Clark University. In der Zeit um die Jahrhundertwende war er einer der Mitgründer der Transactions of the American Mathematical Society.

## Schriften
- Lectures on the theory of functions of real variables (2 Bände), Ginn and Company, Boston 1905, 1912 (englisch)
- Functions of a complex variable, Ginn and Company, Boston 1914 (englisch)

## Verweise
1. ↑  James P. Pierpont im Mathematics Genealogy Project (englisch)  abgerufen am 13. September 2024.
2. ↑  Die Kritik beruht nach Øystein Ore hauptsächlich auf Missverständnissen der mathematischen Notation von Pierpont. Antworten von Pierpont auf Fréchet finden sich im Bulletin of the AMS 1915 bis 1917.

| Personendaten    | Personendaten                  |
| ---------------- | ------------------------------ |
| NAME             | Pierpont, James                |
| ALTERNATIVNAMEN  | Pierpont, James P.             |
| KURZBESCHREIBUNG | US-amerikanischer Mathematiker |
| GEBURTSDATUM     | 16. Juni 1866                  |
| GEBURTSORT       | Connecticut                    |
| STERBEDATUM      | 9. Dezember 1938               |
| STERBEORT        | San Mateo, Kalifornien         |